# Куретура
Куретура (рум. Curătura) — село у Шолданештському районі Молдови. Входить до складу комуни, адміністративним центром якої є село Алчедар.

## Населення
За даними перепису населення 2004 року у селі проживала 471 особа.
Національний склад населення села:
| Національність       | Кількість осіб | Відсоток |
| -------------------- | -------------- | -------- |
| молдавани            | 326            | 69,2%    |
| українці             | 123            | 26,1%    |
| росіяни              | 18             | 3,8%     |
| болгари              | 1              | 0,2%     |
| цигани               | 1              | 0,2%     |
| інша / без відповіді | 2              | 0,4%     |
| Всього               | 471            | 100%     |

## Пам'ятники
У 2023 році поставлено бюст румунського короля Фердинанда I. Автор молдавский скульптор В'ячеслав Жиглицький